# Coleophora symphistropha
Coleophora symphistropha é uma espécie de mariposa do gênero Coleophora pertencente à família Coleophoridae.